# Ferrocarril de Alaska

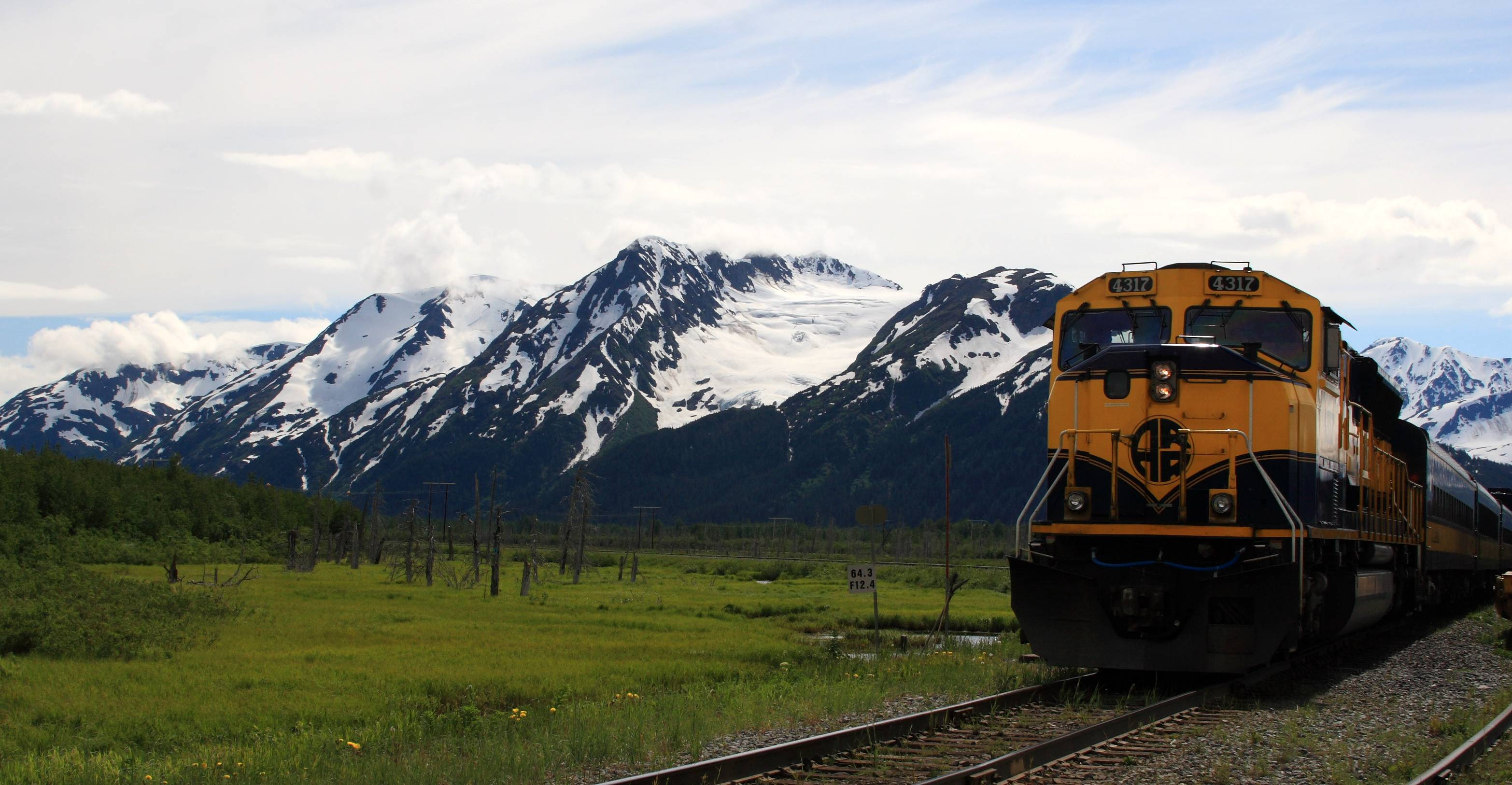
Un tren del ferrocarril Alaska con el Glaciar Spencer al fondo.

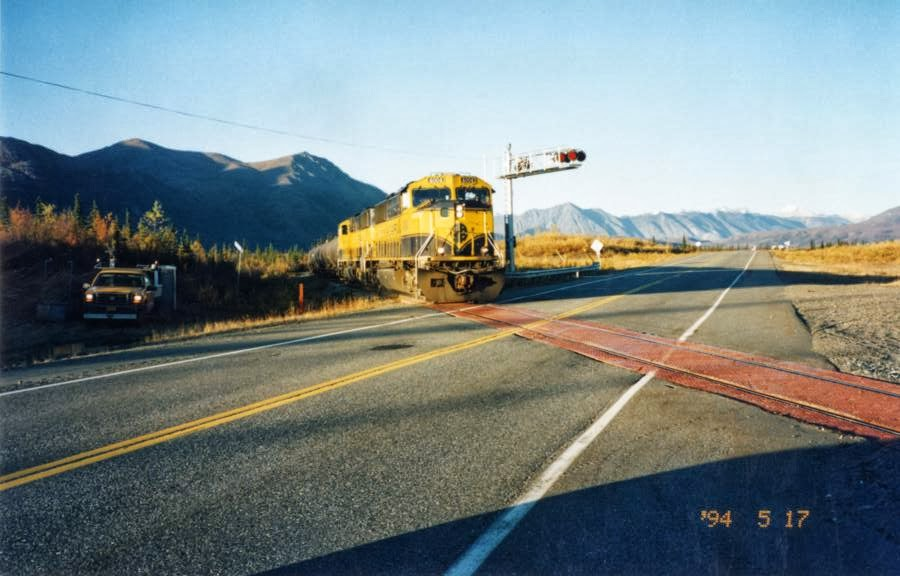
Intersección con la carretera No3, 1994

El Ferrocarril de Alaska (Reporte de marca AAR ARR) es un ferrocarril de clase II, que se extiende desde Seward y Whittier, en el sur del estado de Alaska, en los Estados Unidos, hasta Fairbanks y más allá de la Base de la Fuerza Aérea Eielson y Fort Wainwright, en el interior del estado. Es el único ferrocarril que transporta tanto pasajeros como mercancías entre esas dos ciudades y muchos destinos entre ellos, incluyendo el parque nacional de Denali (la mayoría de los demás ferrocarriles interurbanos de pasajeros en los EE. UU. forman parte de Amtrak). El ferrocarril tiene una línea principal con una longitud de más de 470 millas (760 km) de largo y en total de más de 500 millas (800 km) incluyendo ramales y apartaderos. En la actualidad es propiedad del Estado de Alaska. El ferrocarril está conectado a la Interestatal 48 a través de tres barcazas de ferrocarril que navegan entre el puerto de Whittier y la Isla Harbor en Seattle, pero no cuenta actualmente con una conexión fija de tierra con otra línea de ferrocarril. En 2007, la empresa obtuvo un beneficio de 16,2 millones de dólares sobre ingresos de US $148,5 millones, $140,5 millones de ingresos por operación.

## Historia

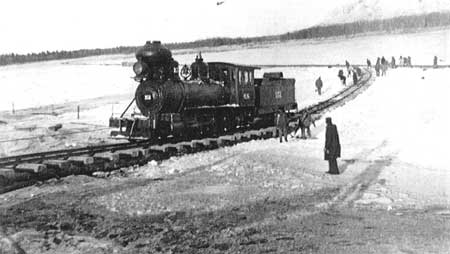
Una locomotora a vapor del Ferrocarril de Alaska cruzando el río Tanana helado en Nenana justo antes de ser completado en 1923.

En 1903 una empresa llamada Alaska Central Railroad inició la construcción de una línea ferroviaria que comenzó en Seward, cerca de la costa sur de la península de Kenai, en Alaska. La empresa construyó 51 millas (82 km) de vías en 1909 y fue puesta en servicio comercial. Esta ruta llevó pasajeros, carga y correo en la parte superior del ramal Turnagain. A partir de ahí, las mercancías eran transportadas en barco, durante la marea alta, y por equipos de perros a Eklutna y al Valle de Matanuska-Susitna. En 1909, la empresa Alaska Northern Railroad Company compró la línea del ferrocarril y la prolongó otras 21 millas (34 km) hacia el norte. En su extremo final, los bienes fueron trasladados a través del ramal Turnagain en pequeñas embarcaciones. El Ferrocarril del Norte de Alaska entró en funcionamiento en 1914.

## Material rodante
En 1936, había 27 locomotoras de vapor, 16 unidad de tren, 40 coches de pasajeros y 858 vagones de carga.